# Palanga
Palanga er en by i det vestlige Litauen, med et indbyggertal på cirka 17.000(2011). Byen ligger i Klaipėda apskritis, ved bredden af Østersøen. Den er et af Litauens mest besøgte turistmål.

## Sport
Palanga har to fodboldklubber, der spiller i den bedste litauiske række, FK Palanga.
Palangos centrinis stadionas;